# Schlössli Ins
Das Schlössli Ins war von 1953 bis 2014 eine anthroposophische Schul- und Heimgemeinschaft im seeländischen Ins im Kanton Bern. Heute werden unter dem Begriff Schlössli Ins über 20 Liegenschaften sowie mehrere Landflächen in Ins zusammengefasst, die durch die Stiftung Seiler verwaltet werden.

## Geschichte
Im Jahr 1953 gründeten Robert und Ruth Seiler, auch bekannt unter den Namen Ätti und Müeti, die Schul- und Heimgemeinschaft Schlössli Ins. Im Jahr 1972 übergaben sie das Schlössli ihren Söhnen Michel Seiler und Ueli Seiler. Im selben Jahr übernahm Ueli Seiler die Gesamtleitung bis zu seinem Rücktritt Ende 2006. Im Jahr 2003 feierte die anthroposophische Schul- und Heimgemeinschaft ihr 50-jähriges Bestehen. Zu diesem Zeitpunkt hatte das Schlössli Ins etwa 70 Internatschüler, 40 externe Schüler und ca. 100 Mitarbeiter. 11 Jahre später wurde die Schul- und Heimgemeinschaft vom kantonalen Jugendamt (KJA) geschlossen.

## Besonderheiten der Heimschule
Die anthroposophisch-geführte Schul- und Heimgemeinschaft war schweizweit und in anthroposophischen Kreisen auch über die Landesgrenzen bekannt. Sie bot Kindern und Jugendlichen, mit denen andere Einrichtungen nicht mehr zurechtkamen, einen Platz an. Zudem bot das Schlössli Ins Jugendlichen berufliche Ausbildungen im Bereich Handel, Schreinerei, Land- und Hauswirtschaft an.

## Besonderheiten am Areal
Die meisten Gebäude sind denkmalgeschützt. Besonders hervorzuheben ist das Gebäude «Rosenhof» am Kirchrain 27. Es ist ein altes Patrizierhaus aus dem 16. Jahrhundert mit einem halb eingetieften Gewölbekeller sowie einem 6-eckigen auffälligen Treppenturm. Der Rosenhof war auch eine lange Zeit der Wohnsitz der Schlössli-Gründerin Ruth Seiler-Schwab, genannt «Müeti». Umgeben ist der Rosenhof von 10'000 m² öffentlichem Park, der «Rosenhof-Park» genannt wird. Im Rosenhof-Park wurde das Labyrinth von Chartres massstabgetreu nachgebaut. Weiter hervorzuheben ist das Gebäude «Lilienhof» an der Dorfstrasse 22. Es war im Besitz der Berner Adelsfamilien Wyttenbach und Tscharner.

## Heutige Situation
Nach der umstrittenen Schliessung der Schul- und Heimgemeinschaft musste sich die Stiftung Seiler umorientieren und die Liegenschaften anderweitig vermieten. Gemäss der Internetseite der Stiftung Seiler sind heute (Stand Juni 2017) über 12 pädagogische, soziale, kulturelle oder landwirtschaftliche Projekte in den Liegenschaften eingemietet.